# Museo Militare (metropolitana di Pechino)
Museo Militare (in cinese: 军事博物馆站S, Jūnshì bówùguǎn zhànP), indicata sulla segnaletica ufficiale anche con la dicitura inglese Military Museum, è una stazione della linea 1 e della linea 9 della metropolitana di Pechino.
Dal 18 gennaio 2023, per rispondere al crescente numero di passeggeri, la linea Fangshan è interconnessa con la linea 9 esclusivamente durante gli orari di punta mattutini e serali dei giorni feriali. Limitatamente a questi frangenti, la linea Fangshan affianca e copre l'intero tragitto della linea 9, effettuando servizio in tutte le fermate.

## Storia

### Linea 1
Il 15 gennaio 1965, il Comando militare di Pechino, il Comitato Municipale del Partito comunista cinese di Pechino e il Ministero delle Ferrovie presentarono un rapporto speciale sulla pianificazione a breve termine della costruzione della metropolitana di Pechino.
Il 1º ottobre 1969 la tratta tra la stazione 53 (anche nota come stazione di Wusan o Gaojing) e la stazione ferroviaria di Pechino venne completata e resa operativa, sebbene inizialmente non fruibile dal pubblico. Nella tratta inaugurata insisteva anche la stazione di Museo Militare.
Il 15 gennaio 1971 la metropolitana aprì per il trasporto passeggeri, nella tratta tra la stazione di Gongzhufen e la stazione ferroviaria di Pechino centrale (oggi parte della linea 2). Poiché il progetto era originariamente pensato come infrastruttura strategica militare, inizialmente l’accesso era limitato ai passeggeri con biglietti venduti internamente e a lavoratori pubblici con lettere credenziali emanate dalle loro unità lavorative. Solamente il 27 dicembre 1972 venne eliminato l'obbligo di presentare una lettera credenziale per l'acquisto di un biglietto e, di fatto, venne concesso il libero accesso a tutti i passeggeri.
La stazione di Museo Militare è una delle più antiche di tutta la Cina e una delle prime stazioni della metropolitana cinese a essere entrata in funzione. Similmente alle altre stazioni inaugurate nello stesso periodo, la stazione Museo Militare ha subito recenti ammodernamenti volti soprattutto a incrementare i livelli di sicurezza per i passeggeri. Infatti il 10 settembre 2017 sono state installate le porte di banchina automatiche, uniformando la stazione agli standard della rete metropolitana di Pechino.

### Linea 9/Fangshan
Il 15 ottobre 2009 la Commissione per la pianificazione municipale di Pechino comunica il nuovo percorso della futura linea 9, in quel periodo in corso di realizzazione, inserendo la stazione di Museo Militare come fermata di interscambio.
Il 15 agosto 2012 la struttura principale della stazione della linea 9 era stata ultimata, entrando ufficialmente in servizio solamente il 21 dicembre dell'anno successivo.
Successivamente, dal 18 gennaio 2023, per via del continuo aumento del flusso di passeggeri, la metropolitana di Pechino ha avviato una interconnessione tra la linea 9 e linea Fangshan la quale, esclusivamente durante gli orari di punta mattutini e serali dei giorni feriali, copre l'intero tragitto della linea 9, effettuando servizio in tutte le fermate.

### Sviluppi futuri
L'8 luglio 2024 viene pubblicato un bando di gara relativo alla terza fase di sviluppo della linea 7 della metropolitana di Pechino. L'annuncio ufficializza la stazione Museo Militare come parte dei piani futuri della linea, confermando l'interscambio con la linea 1 e la linea 9.

## Posizione
La stazione prende il nome dal vicino Museo militare della rivoluzione popolare cinese, ed è stata costruita a sud di quest'ultimo. La stazione è collocata nel quartiere di Yangfangdian, nel distretto di Haidian, all'incrocio tra Fuxing Road, Yangfangdian Road e Junbo West Road. La struttura della stazione della linea 1 è disposta in direzione est-ovest lungo Fuxing Road, disposta perpendicolarmente rispetto al terzo anello, mentre quella della linea 9/Fangshan si trova all'estremità occidentale della stazione della linea 1, attraversando obliquamente l'incrocio tra Fuxing Road e Junbo West Road/Yangfangdian Road.

## Struttura e impianti
La stazione suddivisa in quattro livelli sotterranei, progettata per facilitare l'interscambio tra la linea 1 e la linea 9. Al primo piano interrato è collocato l'atrio della linea 1, l'area biglietteria e l'ingresso alle banchine ed è suddiviso in due settori: atrio est, che collega gli ingressi B e C, e atrio ovest, che funge anche da area di interscambio con la linea 9. Al piano -2 sono disposti la banchina della linea 1 e gli accessi alla linea 9 attraverso dei corridoi dedicati. Gli accessi alla linea 9 sono organizzati in due atrii: suddivisi in: quello sud collega i passeggeri all’ingresso D, mentre quello nord all'ingresso A. Il terzo piano interrato presenta una area di interscambio e la biglietteria della linea 9, con corridoi dedicati al trasferimento verso la linea 1. Anche quest'area è suddivisa in atrio sud, collegato al corridoio sud di interscambio e atrio nord, collegato al corridoio nord di interscambio. L'ultimo piano interrato, il -4, è destinato alle banchine della linea 9 e Fangshan.
Questa configurazione permette un collegamento efficiente tra le due linee, con corridoi dedicati per lo scambio passeggeri tra i diversi livelli.
Le banchine delle stazioni di entrambe le linee sono disposte secondo una struttura a isola. La stazione dispone di 9 ingressi: i varchi B, C1 e C2 sono dedicati all'accesso diretto alla linea 1; le entrate A, D, E1, E2, G e H sono, invece, funzionali al raggiungimento delle banchine della linea 9 e Fangshan.

## Servizi
La stazione dispone di:
- Accessibilità per portatori di handicap (solo accesso A)
- Emettitrice automatica biglietti
- Ascensori (solo ingresso A)
- Scale mobili
- Servizi igienici
- Sportello automatico
- Stazione video sorvegliata
- Ufficio polizia

### Orari

#### Linea 1
Il primo treno lascia la stazione di Museo Militare in direzione Universal Resort tutti i giorni alle 5:16, mentre l'ultimo che effettua tutta la tratta parte alle 23:10. Alcuni treni effettuano solo una parte della tratta della linea 1 − Batong, fermando alla stazione di Sihuidong, con l'ultimo treno che effettua servizio alle 23:52.
In direzione opposta, verso Gucheng, il primo treno effettua servizio alle 5:15 mentre l'ultimo alle 00:01.

#### Linea 9
In direzione sud, verso Guogongzhuang, il primo treno della linea 9 parte da Museo Militare alle 5:46, concludendo il servizio alle 23:26.
In direzione Biblioteca nazionale, invece, il primo convoglio ferma alla stazione alle 5:23 e è operativo fino alle 23:03.

## Interscambi
- Fermata autobus